# Der ganz normale Wahnsinn (Album)
Der ganz normale Wahnsinn ist das 48. Studioalbum von Udo Jürgens. Es erschien am 18. März 2011 bei Ariola (Sony Music).

## Entstehung
Mit dem Songwriting zum Album begann Udo Jürgens im Frühjahr 2010 nach einer Hüftoperation. Im Sommer des Jahres hatte er 14 Titel am Klavier geschrieben und wollte mit der Produktion des Albums beginnen. Gemeinsam mit dem Koproduzenten Peter Wagner beschloss Jürgens, die Aufnahmen mit einem Orchester zu bestreiten. Zunächst ließ er die Rhythmussektion des Pepe-Lienhard-Orchesters nach Berlin fliegen. Danach stellte er aus verschiedenen Berliner Orchestern, z. B. den Berliner Philharmonikern, ein rund 100-köpfiges Ensemble zusammen, das mit ihm die Aufnahmen bestreiten sollte. Die Aufnahmen fanden in den Berliner Hansa-Tonstudios statt.

## Veröffentlichung
Am 17. März 2011 fand die Präsentation des Albums im Münchner GOP Varieté-Theater statt. Im Rahmen der Veranstaltung wurde Udo Jürgens außerdem eine Platin-Schallplatte für 200.000 verkaufte Einheiten seines 2009 veröffentlichten Best-of-Albums überreicht. Die Tournee zum Album ist für das Frühjahr 2012 angekündigt.
Die Veröffentlichung des Albums geschah unter den Eindrücken des Tōhoku-Erdbebens 2011 und der Nuklearkatastrophe von Fukushima. Bei der Präsentation des Albums erklärte er, dass er seine Rolle als Unterhalter sehe und er mit seinen Liedern versuche Ablenkung in dieser „verrückten Zeit“ zu geben.

## Titelliste
1. Der ganz normale Wahnsinn – 4:14
2. Liebe lebt – 4:18
3. Wenn ein Lied so wär’ wie du – 4:42
4. Dafür brauch’ ich dich – 3:40
5. Du bist durchschaut – 3:34
6. Die Frau, die ich nie traf – 4:12
7. Alles ist so easy – 4:29
8. Oktoberwind – 4:10
9. Schenk mir einen Traum (New York Fassung) – 4:32
10. Lass ein wenig Liebe da –	4:07
11. Gegen den Wind – 3:47
12. Gute Reise durch das Leben – 3:39
13. Mein erster Weg –	3:32
14. Am Ufer –	3:53

## Texte und Musik
Die Texte des Albums sind sehr verschieden angelegt, so finden sich „nachdenklich(e), satirisch(e) oder optimistisch(e)“ Texte auf dem Album. Zum Teil sind die Texte gesellschaftskritisch und handeln von Themen wie dem Verfall der Sitten (Der ganz normale Wahnsinn, Autor: Wolfgang Hofer) und der deutschen Sprache (Alles ist so easy, Autor: Rainer Thielmann & Udo Jürgens), dem Alterungsprozess (Oktoberwind, Autor: Rainer Thielmann), aber auch genretypische Liebeslieder (Wenn ein Lied so wär’ wie du, Dafür brauch’ ich dich, Autor: Wolfgang Hofer). Das Album besteht zu einem Großteil aus Balladen, die ab und an durch Up-tempo-Lieder unterbrochen werden. Die meisten Lieder werden orchestral begleitet. In den Udo-Jürgens-typischen Schlager und Chanson im Entertainment-Stil mischen sich Einflüsse aus Jazz und Bossa Nova.

## Rezeption
Das Album wurde im Allgemeinen gut aufgenommen. Maja Schäfer von der Zeitschrift Intro konstatiert Udo Jürgens, dass er „zu keiner Zeit peinliche Klischees“ in seinen Songs abhandelt, sondern vielmehr zu „fein beobachteter Gesellschaftskritik in der Lage ist.“ Laut.de lobt die „dichte, stimmige Atmosphäre“.